# A Trilha de Sangue
The Trail of Blood (A Trilha de Sangue) é um panfleto escrito pelo pastor batista James Milton Carroll quando o mesmo tinha mais de 70 anos de idade. A obra tornou-se uma exposição teológica não historiográfica do trajeto temporal Igreja Batista pelo mundo contando até à chegada dos batistas à América do Norte.

## O autor
O autor J. M. Carroll nasceu no Estado de Arkansas em 8 de janeiro de 1858 e faleceu em Texas em 10 de janeiro de 1931. Seu pai foi pastor batista e se mudou para Texas quando o irmão Carroll tinha apenas 6 anos de idade. No Texas ele se converteu, foi batizado e consagrado ao ministério. Defensores da escravidão, a família Carroll lutou para manter escravizados os afro-americanos na Guerra de Secessão. Apesar da pouca educação formal na então faculdade Baylor, J.M. Carroll assinava com o título honorário de Doutor em Divindades. Carroll  se tornou um líder entre os batistas texanos e entre os batista do Sul dos EUA e do mundo.

## O livro
James Milton Carroll tentou vincular historicamente os batistas com um percurso da "Igreja de Deus" desde: 
1. O começo, com seu fundador Jesus Cristo: «Edificarei a minha igreja e as portas do inferno não prevalecerão contra ela» (Mateus 16:18).
2. Sua ordenação pela qual sua Igreja recebeu a autoridade de executar seu trabalho aqui na terra: «E, chegando-se Jesus, falou-lhes, dizendo: É-me dado todo o poder no céu e na terra. Portanto ide, fazei discípulos de todas as nações, batizando-os em nome do Pai, e do Filho, e do Espírito Santo» (Mateus 26:18–19).
3. E sua persistência em pregar o evangelho verdadeiro de Cristo: «Ensinando-os a guardar todas as coisas que eu vos tenho mandado; e eis que eu estou convosco todos os dias, até a consumação dos séculos. Amém.» (Mateus 28:20).

O livro segue a Doutrina landmarkista na qual somente existiria uma única Igreja visível cuja história continuou através de uma sucessão de igrejas (ou grupos) que batizavam apenas adultos. Carrol lista entre esses supostos antecessores dos batistas os montanistas, novacianos, donatistas, paulicianos, bogomilos, albigenses e cátaros, valdenses e anabatistas.

## A recepção
As ideias de Carroll foram abraçadas por segmentos dos batistas, formando a tendência do Landmarkismo ou do Sucessionismo Batista, de caráter fundamentalista, exclusivista e separatista.. Historiadores acadêmicos ou ignoraram ou ridicularizaram a obra de Carroll como desprovida de fundamento historiográfico.
Com exceção de alguns grupos batistas marginais, a própria historiografia batista rejeitou o livro de Carroll, considerando-o pseudo-história.